# اروند یکم ساکاواکیاتس
یرواند یکم ساکاواکیاتس (ارمنی: Երվանդ Ա Սակավակյաց) (ساکاواکیاتس به معنی کوتاه عمر) پیش از سلطه هخامنشیان پادشاه ارمنستان بود. گزنفون دربارهٔ مناسبات او و پسرش تیگران با ایشتوویگو مادی و کوروش هخامنشی آگاهی‌های بسیاری می‌دهد.

## از دیدگاه مورخان
سرباز و مورخ یونانی گزنفون(متوفی ۳۵۴ پیش از میلاد) در کتاب سیروپدیا و همچنین مووسس خورناتسی مورخ ارمنی (متوفی در ۴۹۰ پس از میلاد) در کتاب تاریخ ارمنستان از اروند(یرواند) یکم یاد کرده اند.
از اروند یکم در کتاب سیروپدیا اورونتس بدون نام یاد شده است،
بر اساس سیروپدیا گزنوفون، «پادشاه ارمنستان» که نامش فاش نشده است، پس از شکست از آستیاگ (پادشاه ماد)، پذیرفت که سالانه خراجی به پادشاهی مادها بپردازد و سربازانی را سالانه برای پادشاهی مادها آماده کند. هنگامی که پادشاهی ماد در زمان پادشاهی پسر و جانشین آستیاگ کیاکسارس مورد تهاجم کلدانیان قرار گرفت، «پادشاه ارمنستان» از کمک به پادشاهی مادها سر باز زد. در نتیجه، کوروش، که پسر ماندانا دختر آستیاگ بود، به‌سرعت لشکرکشی به ارمنستان را رهبری‌ کرد. «پادشاه ارمنستان» خانواده‌ی خود را ازجمله پسر کوچکترش ساباریس و همچنین خزانه‌ی دولتی را به‌کوهستان فرستاد. اما کریسانتاس فرمانده‌ پارسی آن‌ها را دستگیر کرد. ارمنی‌ها از نزدیک شدن کوروش که‌شاه آنها را اسیر کرده‌ بود، وحشت کردند. تیگرانس، پسر بزرگ اروند یکم که یکبار هنگام شکار همراه کوروش بود از سفری خارج از ارمنستان بازگشت و کوروش را متقاعد کرد، که پدرش را ببخشد و او را دوباره به پادشاهی ارمنستان بگمارد.
این روایت گزنفون که هرودوت (متوفی ۴۲۵ پیش از میلاد) به‌آن اشاره‌ای نکرده بود، توسط ایران‌شناس علیرضا شاپور شهبازی
«ساختگی خالص» تلقی می‌شود. زیرا گزنفون به‌خاطر خلق قهرمانان باستانی با تکیه بر شخصیت‌های معاصر شهرت داشته‌است. تیگرانس به احتمال زیاد همان هیپارک ایرانی بود که داماد استروتاس بود و در همان دوره‌ای زندگی می‌کرد که گزنفون زندگی می‌کرد.
به گفته‌ی شهبازی، لقب «پادشاه ارمنستان» را نباید جدی‌گرفت، زیرا گزنفون همچنین از رهبر هیرکانیان و ساتراپ‌باختری به‌عنوان «شاهان» یاد می‌کند. مووسس خورنتسی برای خدمت به «تاریخ ملی ارمنستان» از دوران‌غول‌ها تا فرمانروایی اشکانیان نوشته است.